# IF-Boot

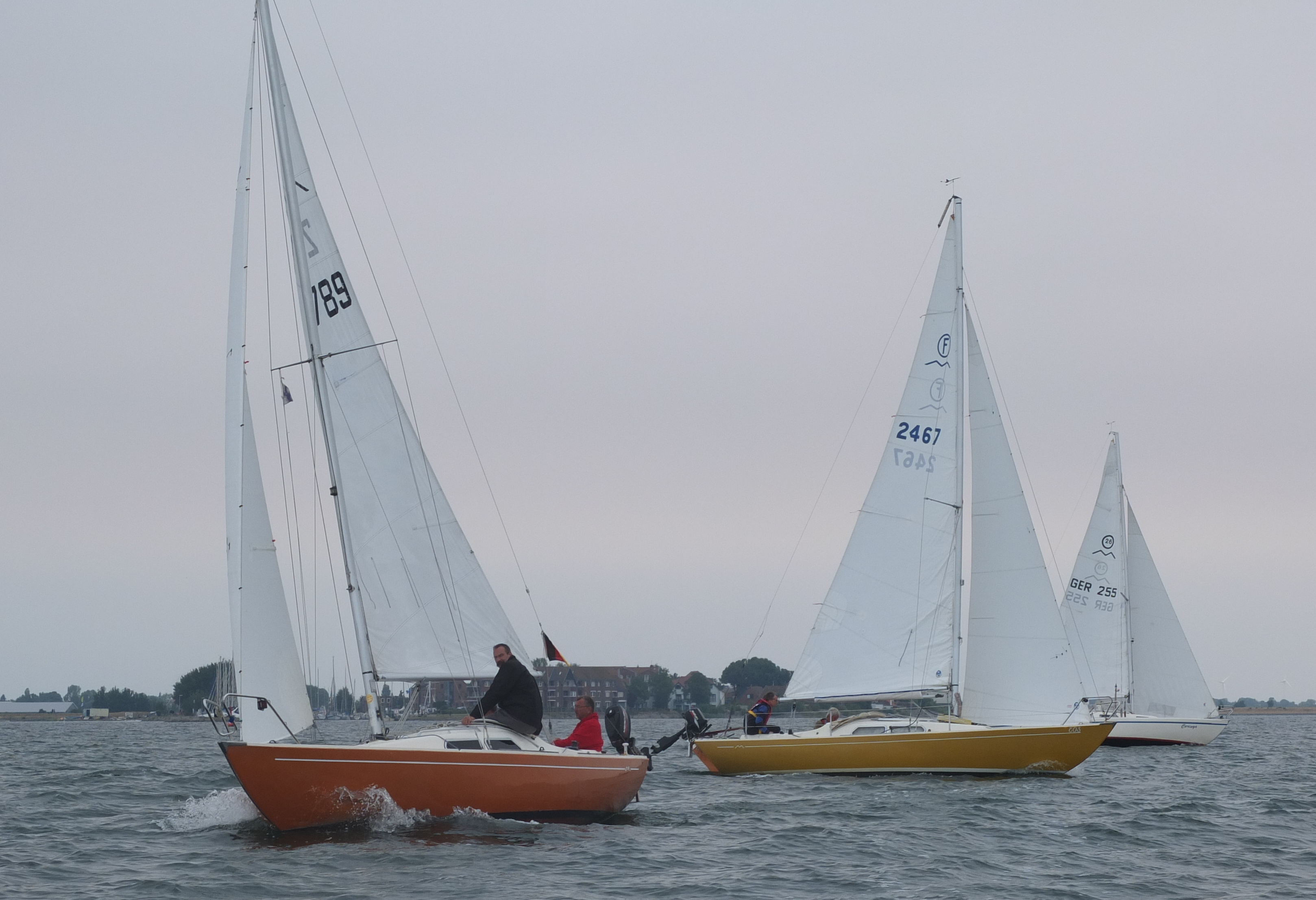
IF-Boote in einer Regatta

Das IF-Boot ist eine Segelyacht aus GfK. Die Konstruktion stammt aus dem Jahr 1966 von Tord Sundén, der bereits 1942 an der Konstruktion des Nordischen Folkebootes beteiligt war. Die Abkürzung IF geht auf schwedisch Internationell Folkbåt („Internationales Folkeboot“) zurück. Das Boot durfte diesen Namen aber offiziell nicht behalten, da es nicht als internationale, sondern nur als schwedische und später auch dänische, nationale Klasse angemeldet war.
Das IF-Boot basiert auf dem Riss des Nordischen Folkebootes. Im Vergleich zu diesem bekam es ein höheres Freibord. Auch Spiegel und Steven wurden leicht verändert. Die Aufbauten wurden bis vor den Mast verlängert, um unter Deck mehr Platz zu erhalten. Weil ein GfK-Rumpf leichter ist als der Holzrumpf des Nordischen Folkeboots, konnten das Kielgewicht und so die Segelfläche vergrößert werden. Die Segeltragezahl beträgt 3,95. Um die Seesicherheit zu verbessern wurde das Boot mit einem selbstlenzenden Cockpit ausgerüstet. Achterlich der Plicht befindet sich auf dem IF-Boot eine Backskiste. Dort befindet sich bei vielen Schiffen auch der Motorschacht für den Außenbordmotor. Das Rigg besteht aus einem flexiblen Metallmast, welcher einen variablen Segeltrimm zulässt. Das Boot hat außerdem Genua und Spinnaker.
Gebaut wurde das Boot hauptsächlich von Marieholms Bruk in Marieholm, Gnosjö, Schweden. Es wird geschätzt, dass bis Oktober 1987 etwa 3600 Boote hergestellt worden sind, davon 100 unter Lizenz in Australien. Seit 2018 werden neue IF-Boote gebaut. Die Segelnummern der neuen IF-Boote fangen mit 5001 an. Ein neues IF-Boot kostete 1968 ab Werft 23.100 DM (inflationsbereinigt heute 52.467 Euro) und 2018 circa 44.800 Euro. Je nach Ausstattung hat das IF-Boot die CE-Seetauglichkeitseinstufung B oder C.